# Marianne Brandt (Sängerin)

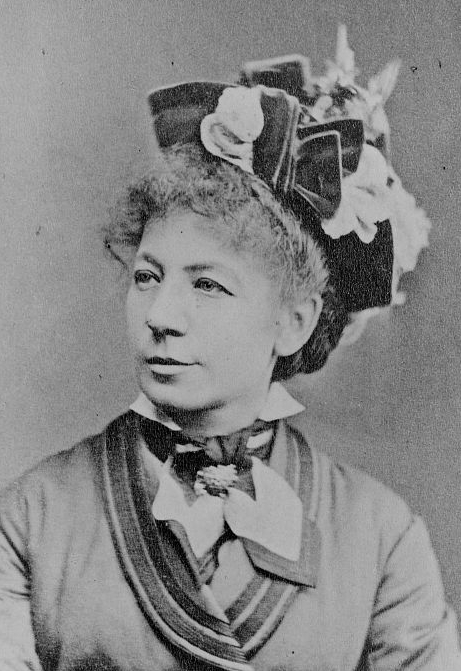
Marianne Brandt, zwischen 1880 und 1890

Marianne Brandt (* 12. September 1842 in Wien als Marie Bischof; † 9. Juli 1921 ebenda) war eine österreichische Opernsängerin (Altistin) und Gesangspädagogin. Sie wirkte vor allem an der Berliner Hofoper und gastierte an zahlreichen Häusern in Europa und Amerika. Geschätzt wurde sie vor allem als Wagner-Interpretin und wegen ihres beachtlichen Stimmumfangs, der ihr auch Sopranpartien erlaubte.

## Leben
Ausgebildet in ihrer Heimatstadt Wien, wurde sie 1868 nach einem aufsehenerregenden Gastspiel an der Berliner Hofoper als Fides im „Propheten“ von Meyerbeer und als Azucena im „Troubadour“ fest engagiert. An dem Berliner Haus war sie bis 1886 als erste Altistin tätig.
Von 1869 bis 1870 studierte sie nochmals in Baden-Baden bei Pauline Viardot-Garcia. Ihre Gastspiele führten sie zwischen 1872 und 1883 nach London und Wien. Seit 1884 erlangte sie auch große Erfolge an der New Yorker Metropolitan Opera, wo sie in ihrer Karriere insgesamt 160-mal und in 18 verschiedenen Rollen auftrat. Weitere Gastspiele führten sie in den nächsten vier Jahren auf die Bühnen von Rotterdam, München, Mannheim, Kassel, Stuttgart, Karlsruhe, Frankfurt am Main, Hamburg, Basel, Graz, Brünn und Riga.

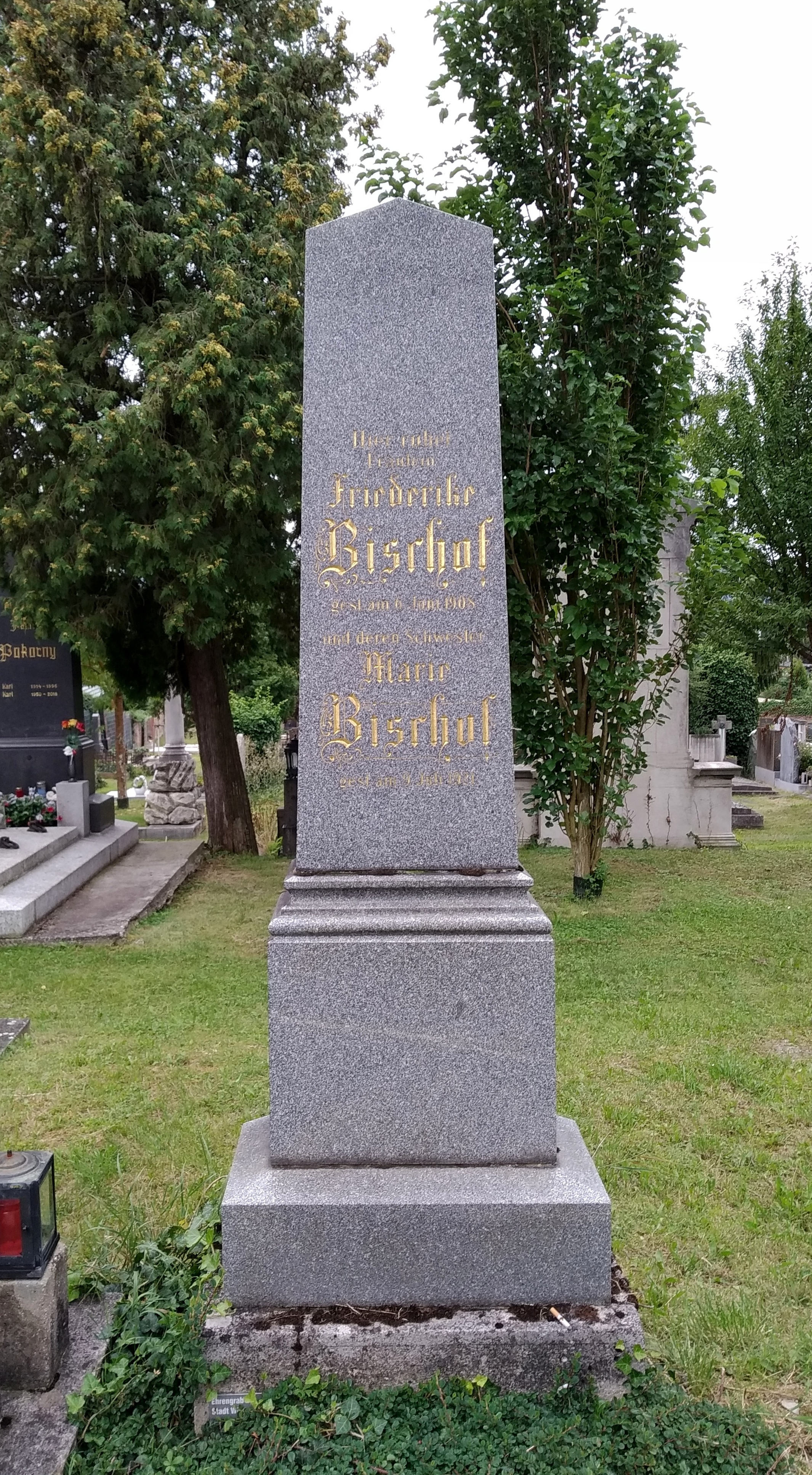
Grabstein Marie Bischof-Brandt

1890 kehrte sie in ihre Heimatstadt Wien zurück, wo sie noch als Gesangspädagogin arbeitete und im Konzertsaal auftrat. 1921 starb sie in hohem Alter und wurde in einem ehrenhalber gewidmeten Grab auf dem Friedhof Hadersdorf-Weidlingau (Abt. 1, Gruppe N, Nummer 9) bestattet.
1905 wurde ihre Stimme in Wien auf drei Pathé-Zylindern aufgenommen.

## Repertoire

### Bedeutende Rollen
- Rachel in La Juive von Fromental Halévy, Olmütz 1867 (Debüt)
- Fides in Der Prophet von Giacomo Meyerbeer, Berlin 1868
- Azucena in Der Troubadour von Giuseppe Verdi, Berlin 1868
- Leonore in Fidelio, London, Covent Garden Opera 1872 und New York 1884 (EA)
- Kundry in Parsifal von Richard Wagner, Bayreuth 1882
- Brangäne in Tristan und Isolde, London, Drury Lane Theatre 1882 (englische EA) und New York 1886 (amerikanische EA)
- Magdalene in Die Meistersinger von Nürnberg von Richard Wagner, New York 1886
- Astaroth in Die Königin von Saba von Karl Goldmark, New York 1885
- Adriano in Rienzi von Richard Wagner, New York 1885
- Eglantine in Euryanthe von Carl Maria von Weber, New York 1887

### Weitere Rollen
- Donna Elvira in Don Giovanni, New York
- Amneris in Aida, New York
- Siebel in Faust von Gounod, New York
- Statira in Olimpie von Gasparo Spontini
- Ortrud in Lohengrin
- Fricka und Waltraute im Der Ring des Nibelungen
- Margarethe in Genoveva von Robert Schumann
- Epicharis in Nerone von A. Rubinstein
- Edvige in Wilhelm Tell von Rossini
- Leonora in La favorite von Donizetti
- Morgana in Merlin von Goldmark
- Orpheus in Orpheus und Eurydike von Gluck
- Maddalena in Rigoletto

### Sonstige bemerkenswerte Beteiligungen
- in Hermione von Max Bruch, Berlin 1872 (UA)
- in Die Maccabäer von A. Rubinstein, Berlin 1875 (UA)
- in Ekkehard von Johann Joseph Abert, Berlin 1878 (UA)

## Schüler (Auswahl)
- Elsa Bland, Riza Eibenschütz, Camilla Frydan, Marianne Markan, Paula Santa